# Józef Werle
Józef Stanisław Werle (ur. 23 lipca 1923 w Margolinie, zm. 4 maja 1998 w Litwinkach) – polski fizyk teoretyk (specjalność: teoria reakcji między cząstkami elementarnymi i jądrami atomowymi). 

## Życiorys
Urodził się w rodzinie Józefa i Stanisławy z Chłodzińskich. Przed wojną rozpoczął naukę w gimnazjum im. K. Marcinkowskiego w Poznaniu.
W czasie okupacji pracował w Poznaniu jako ślusarz i frezer; od wiosny 1944 – przebywał w obozach pracy przymusowej w Karlsruhe i Kaufbeuren.
Po zdaniu w 1945 matury rozpoczął studia fizyki i chemii na Uniwersytecie Poznańskim, które ukończył w 1950. W latach 1947–1950 pracował w Wyższej Szkole Inżynierskiej w Poznaniu. Po roku 1949/50 asystentury na UJ przeniósł się do Warszawy i został asystentem prof. Leopolda Infelda w Uniwersytecie Warszawskim. W 1954 uzyskał doktorat, a w 1958 został mianowany profesorem nadzwyczajnym. W tymże roku został kierownikiem Katedry Teorii Jądra i Termodynamiki w Instytucie Fizyki Teoretycznej UW, a w latach 1966–1975 pełnił funkcję dyrektora Instytutu. W 1965 został członkiem Polskiej Akademii Nauk. Członek Towarzystwa Naukowego Warszawskiego. W latach 1990–1996 pełnił funkcję wiceprezesa Międzynarodowej Unii Fizyki Czystej i Stosowanej (IUPAP).
Autor podręcznika Termodynamika fenomenologiczna (1957), monografii Relativistic Theory of Reactions (1966) i wielu artykułów popularno-naukowych.
Zginął tragicznie w wypadku samochodowym w Litwinkach na Mazurach. Pochowany na Starym cmentarzu na Służewie w Warszawie.

## Ordery i odznaczenia
- Złoty Krzyż Zasługi (29 września 1955)[5]
- Medal 10-lecia Polski Ludowej (14 stycznia 1955)[6]